# Марчињана (Фиренца)
Марчињана је насеље у Италији у округу Фиренца, региону Тоскана.
Према процени из 2011. у насељу је живело 1191 становника. Насеље се налази на надморској висини од 29 м.